# 國府田マリ子のGM
國府田マリ子のGM（こうだまりこのじーえむ）は、ラジオ大阪製作のラジオ番組。パーソナリティは声優の國府田マリ子。

## 概要
1993年10月17日に『國府田マリ子のGAME MUSEUM』として放送開始。
当初はゲームミュージックカウントダウンのコーナーとフリートークをメインとした番組であったが、1998年10月10日放送分にてゲームミュージックカウントダウンが終了したため、翌週10月17日より『國府田マリ子のGM』に改題。ラジオ大阪では1996年4月から放送時間が1時間に拡大した期間があった。
2004年10月に放送終了。
2018年7月7日に1夜限りで復活放送を行った。

## コーナー

### メイン
ゲームミュージックカウントダウン
CDショップ(上新電機ディスクピア梅田店、マルゲ屋東京店・大阪店など)のゲーム関連CD売上データとリスナーからのリクエストを元に番組独自の週間チャートを集計し、10位から1位までの楽曲をカウントダウン形式で紹介するコーナー。翌々週のチャートから番組の指定する順位を予想するトトカルチョも同時に行われ、当選者は番組認定の「トトカルチャー」として発表されるとともに記念品(番組ステッカー・カードケース・認定証など)が贈呈された。
声優グランプリクラブ
メインスポンサーであった雑誌「声優グランプリ」の宣伝コーナー。声優グランプリ編集担当のバーガー鈴木やロドリゲス安藤が登場していた。コーナーBGMは高中正義の楽曲。六本木ヴェルファーレにて行われた番組10周年記念公開録音にて開催されたアシスタントパーソナリティーオーディションにおいて茅原実里などが選出され、2003年4月から9月まで出演。
マリ子モード
リスナーからのお便り紹介のコーナー。
サウンドコンシャス
リスナーから寄せられたポエムやショート・エッセイを朗読するコーナー。

### ラジオ大阪のみのコーナー
はじまりはいつもこの唄たちから
リスナーから寄せられた「思い出の楽曲」をメッセージとともに紹介するコーナー。
Happy! Happy! Happy!
当初はギター初心者であった國府田が、自身の楽曲「私が天使だったらいいのに」を弾き語りできるようになるまでギターを練習していくコーナー。コーナー名は後に3rdアルバムおよび公式ファンクラブの名称ともなった。
my best friend
リスナーの日常生活であった出来事を毎月決められたテーマに基づいて募集し、ショートストーリー形式にしたものを朗読するコーナー。
GM伝言ボックス
番組のリスナー同士の連絡手段として、伝言板のようにメッセージを紹介するコーナー。
にゃんこのミミーと拓実のうなる耳たぶ
尾澤拓実がアシスタントパーソナリティーを担当。

### その他
マイクラブライフ
自分の過去のクラブ活動などを紹介するコーナー。
迷曲を救え
國府田の曲で迷曲だがリクエストするか迷っている曲の紹介コーナー。

## リスナーの目印
リスナーの印はクリップ。地域によって色分けされ、バッグ等好きな場所につけていた。また、國府田がパーソナリティーを務めていた番組「ツインビーPARADISE」のリスナーの印はベルだったため、國府田のファンは両方組み合わせた"ベルクリップ"をつけていた。

## CD
- 番組ではCDも発売している。

|     | 発売日        | タイトル                                                       | 規格品番  |
| --- | ------------- | -------------------------------------------------------------- | --------- |
| 1st | 2002年7月24日 | MARIKO KOUDA Presents GM CD                                    | KICA-1272 |
| 2nd | 2003年10月1日 | MARIKO KOUDA Presents GM CD II 〜みんなのGM 10th Anniversary〜 | KICA-1311 |
| 3rd | 2004年9月8日  | MARIKO KOUDA Presents GM CD Special                            | KICA-1335 |
| 4th | 2005年8月3日  | MARIKO KOUDA Presents GM CD Special 2                          | KICA-1374 |

- 2002年にGM番組応援歌CDが発売されている。ただし、完全受注生産であるためラジオ大阪通信販売で予約が必要であった。
- 非売品のCDとして、2003年の國府田マリ子カレンダーの初回生産特典として『國府田マリ子のGMCD「全国横断コメントCD」』も制作されている。[4]

## ネット局

### 放送終了時点
- ラジオ大阪 土曜日 21:30 - 22:00
- 北海道放送 日曜日 1:30 - 2:00
- 信越放送 日曜日 1:00 - 1:30

### 過去
- 東北放送 火曜日 23:00 - 23:30
- RFラジオ日本 金曜日 27:00 - 27:30
- 文化放送 日曜日 26:30 - 27:00
- NACK5 土曜日 26:30 - 27:00
- 新潟放送 日曜日 23:30 - 24:00
- 東海ラジオ 日曜日 24:30 - 25:00
- 北日本放送 土曜日 21:30 - 22:00
- 北陸放送 日曜日 22:30 - 23:00
- 中国放送 火曜日 24:30 - 25:00
- 山陰放送 火曜日 22:00 - 22:30
- KBCラジオ 日曜日 24:35 - 25:05
- 大分放送 日曜日 25:00 - 25:30
- 宮崎放送 日曜日 23:30 - 24:00
- 南日本放送 土曜日 20:00 - 20:30